# Chambre 666
Pour plus de détails, voir Fiche technique et Distribution.
Chambre 666 est un documentaire réunissant des interviews réalisées par Wim Wenders durant le festival de Cannes de 1982 avec des cinéastes présents sur place.

## Synopsis
Dans un coin de fenêtre de la chambre 666 de l'hôtel Martinez, sur la Croisette, et devant une télévision qui diffuse, notamment, le tournoi de Roland-Garros, Wenders demande à plusieurs réalisateurs de réagir à la question : « Quel est l'avenir du cinéma ? » Le dispositif filmique consiste en une caméra fixe et un magnétophone que l'« interviewé » (seul dans la pièce) peut arrêter.
Liste des intervenants : 
- Jean-Luc Godard
- Paul Morrissey
- Mike De Leon (cinéaste philippin)
- Monte Hellman
- Romain Goupil
- Susan Seidelman
- Noël Simsolo
- Rainer Werner Fassbinder
- Werner Herzog
- Robert Kramer
- Ana Carolina
- Maroun Bagdadi
- Steven Spielberg
- Michelangelo Antonioni
- Yilmaz Güney (par l'intermédiaire d'un enregistrement, et présenté par Wim Wenders)